# Jacques Ledoux

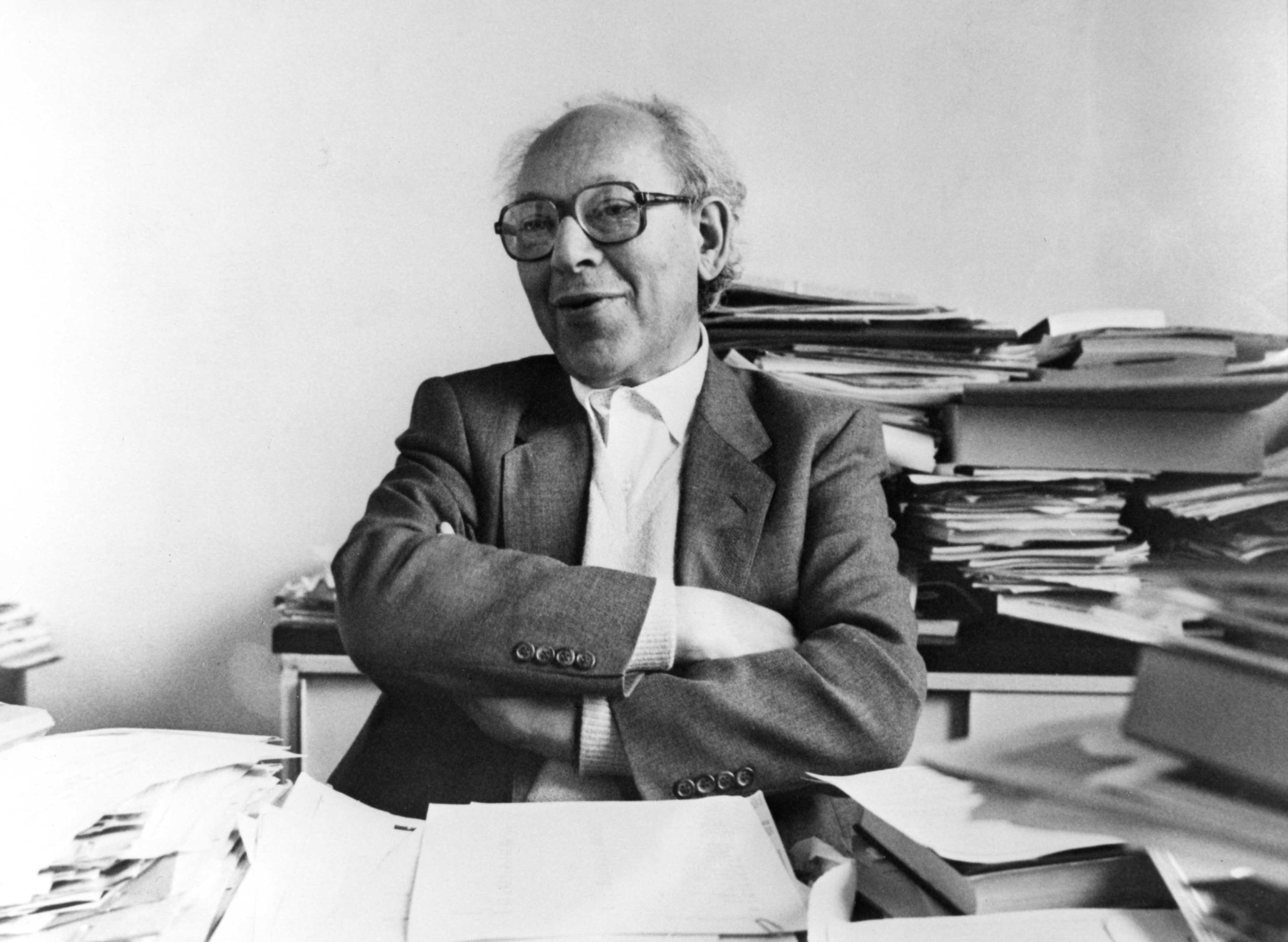
Jacques Ledoux

Jacques Ledoux (geboren als Jankiel Mendel Silberberg 1921 in Warschau; gestorben 6. Juni 1988 in Brüssel) war ein belgischer Filmhistoriker, -konservator und -archivar.

## Leben
Jacques Ledoux kam mit seinen Eltern nach Brüssel, wo er aufwuchs. Bereits als Jugendlicher begann er sich für Film zu begeistern. Er studierte Philosophie und Ingenieurwesen. 1938 lernte er bei einem Besuch der Cinémathèque française deren Gründer Henri Langlois kennen. Ab 1941 arbeitete er an der Cinémathèque royale de Belgique, die 1938 von Pierre Vermeilen, Henri Storck und André Thirifays gegründet worden war.
Während der deutschen Besetzung Belgiens wurden Ledoux und seine Eltern mit der Bahn deportiert. Er selbst konnte jedoch entkommen, seine Eltern wurden später ermordet. Ledoux wurde bis Kriegsende von Benediktinermönchen in der Abtei Maredsous im Süden Belgiens versteckt. Dort nahm er den Namen Jacques Ledoux (wörtlich: „Jacques der Sanfte“) an, sein wirklicher Name war lange nicht bekannt. Er konnte in der Verlagsabteilung arbeiten. Dabei entdeckte er eine Nitrofilmkopie von Nanuk, der Eskimo, die er 1945 nach seiner Rückkehr nach Brüssel der Cinémathèque royale vermachte. Er setzte sein Ingenieurstudium fort, war als ehrenamtlicher Archivar für die Cinémathèque tätig und erarbeitete die Filmprogramme für den Ecran du Séminaire des Arts, Belgiens größten Filmclub.
Ab 1948 wurde er zum Kurator der Cinémathèque ernannt, eine Funktion, die er bis zu seinem Tod innehatte.
Als Konservator war er an der Restaurierung bedeutender Filme wie Napoleon von Abel Gance beteiligt. Er organisierte auch das Experimentalfilmfestival EXPRMNTL in Knokke, das von 1949 bis 1974 fünf Ausgaben hatte.
Von 1961 bis 1977 war er Generalsekretär der Fédération Internationale des Archives du Film. Im Jahr 1962 war er Begründer des Musée du cinéma de Bruxelles.

## Trivia
1962 hatte Ledoux einen Auftritt in dem Kurzfilm Am Rande des Rollfelds (La Jetée) von Chris Marker. Er ermöglichte François Truffaut die Sichtung von Alfred-Hitchcock-Filmen zur Vorbereitung seines legendären Interviews mit dem Regisseur.
In Brüssel wurde eine Straße nach ihm benannt (Promenade Jacques Ledoux / Jacques Ledoux Wandeling).